# Kallinge museum
Kallinge museum är ett ideellt arbetslivsmuseum beläget i Kallinge med syfte att visa ortens utveckling med utgångspunkt i ortens industri, militära anläggningar, föreningsliv och ortens invånare. Museet har etablerats av den ideella föreningen för Kallinge museum och återfinns i lokaler i anslutning till Kockums Jernversks tidigare industriområde. Föreningen bildades i slutet av år 2015 och därefter etablerades Kallinge museum år 2016 då verksamheten tog över samlingarna från det tidigare Gjuteri- och emaljmuseet.